# Palazzo Cornazzani
Le Palazzo Cornazzani est un palais à Pavie, en Lombardie, où Albert Einstein a vécu entre 1895 et 1896.

## Histoire
Le palais appartenait à la famille noble Cornazzani et a été construit au XVe siècle, incorporant les vestiges des bâtiments précédents, de style gothique tardif. À l'origine, le bâtiment appartenait à la famille aristocratique Beccaria et passa aux Cornazzani au XVIe siècle par mariage. Les Cornazzani étaient une lignée originaire de Parme qui a longtemps servi Philippe Marie Visconti puis les Sforza, obtenant ainsi la citoyenneté milanaise, et dont une branche s'est installée à Pavie. Des personnalités éminentes ont souvent séjourné dans la maison, comme le gouverneur de Milan Antonio de Guzmán ou le cardinal Michele Bonelli, qui sont apparemment restés plus d'un an au palais de Pavie.
Ugo Foscolo y a également résidé, en compagnie de son ami Giulio Gabrielli di Montevecchio, pendant les années où il était professeur à l’université de Pavie, c'est pourquoi le bâtiment s'appelle désormais aussi "Casa del Foscolo". Plus tard, la rue où se trouve le bâtiment a été nommée d'après le célèbre poète. 
Par la suite, le bâtiment a été habité, à différentes époques, par le professeur Contardo Ferrini, par la poétesse Ada Negri et par le jeune Albert Einstein ; ce dernier y séjourna avec sa famille entre 1895 et 1896, période pendant laquelle son père Hermann dirigeait une usine de fabrication de machines électriques à Pavie. Dans le palais, il a écrit un court essai intitulé "Sur l'enquête sur l'état de l'éther dans un champ magnétique",.

## Architecture
Le palais est structuré sur deux cours : la première, datant du XVe siècle, a un aspect gothique tardif, avec un portique équipé de colonnes de granit octogonales typiques, très courantes dans la construction lombarde de l'époque, et enrichi de nombreuses fresques. Le côté nord du portique conserve une loggia de style gothique, soutenue sur le balcon par des colonnes en bois. Le second étage, où les armoiries de Cornazzani sont peintes à fresque dans les lunettes, a été ajouté au XVIIe siècle. Sur la façade, enduite à l'époque moderne, se trouve un carreau de terre cuite du XVe siècle représentant la Nativité. À l'intérieur, le palais conserve de riches plafonds à caissons du XVe siècle, des fresques baroques et une aile néoclassique,.

Détails architecturaux de la cour et de la loggia
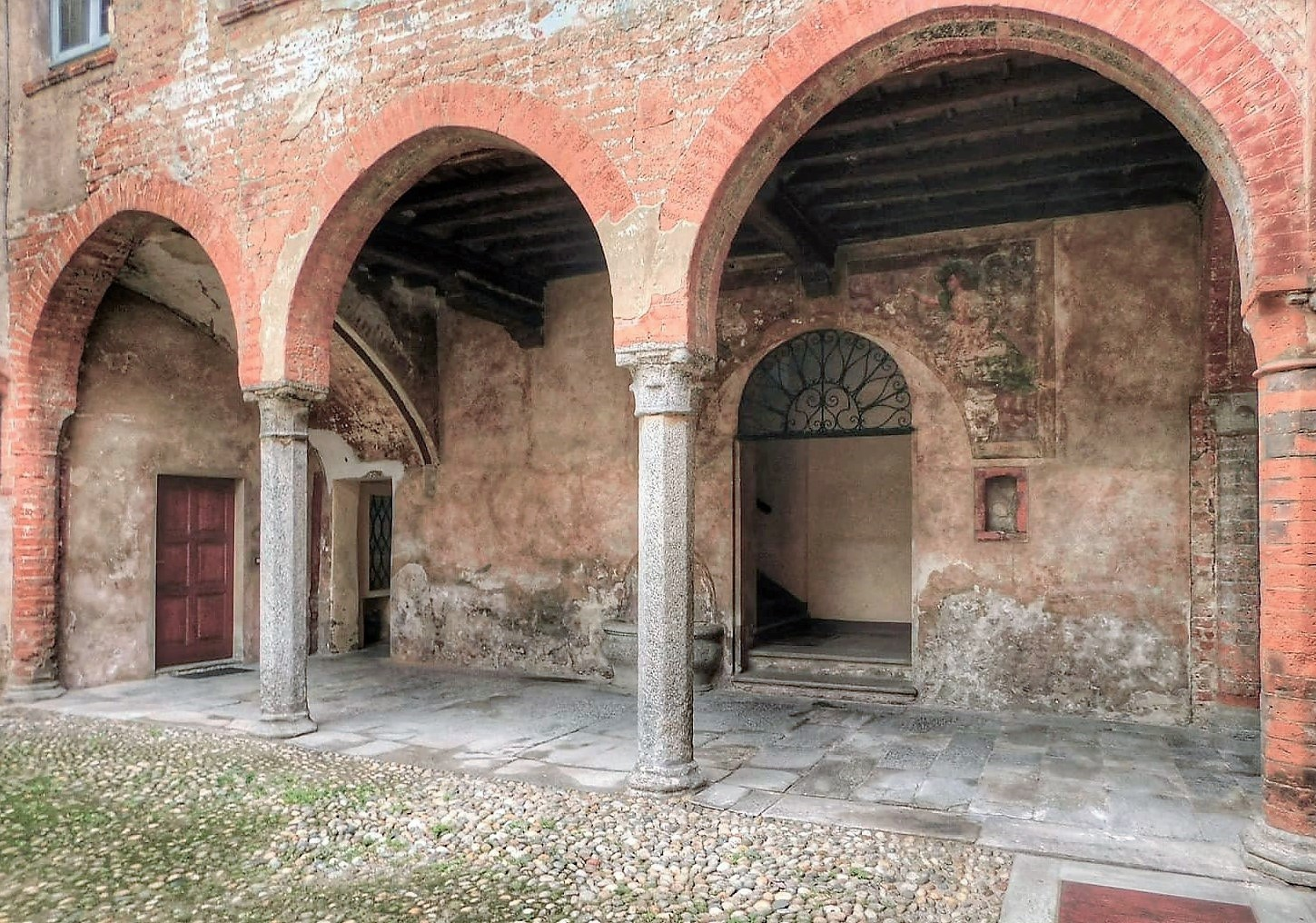
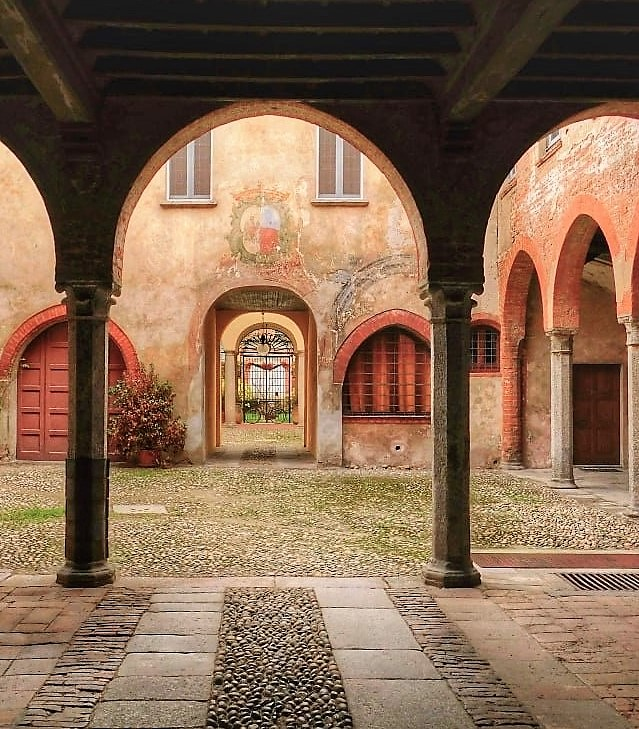
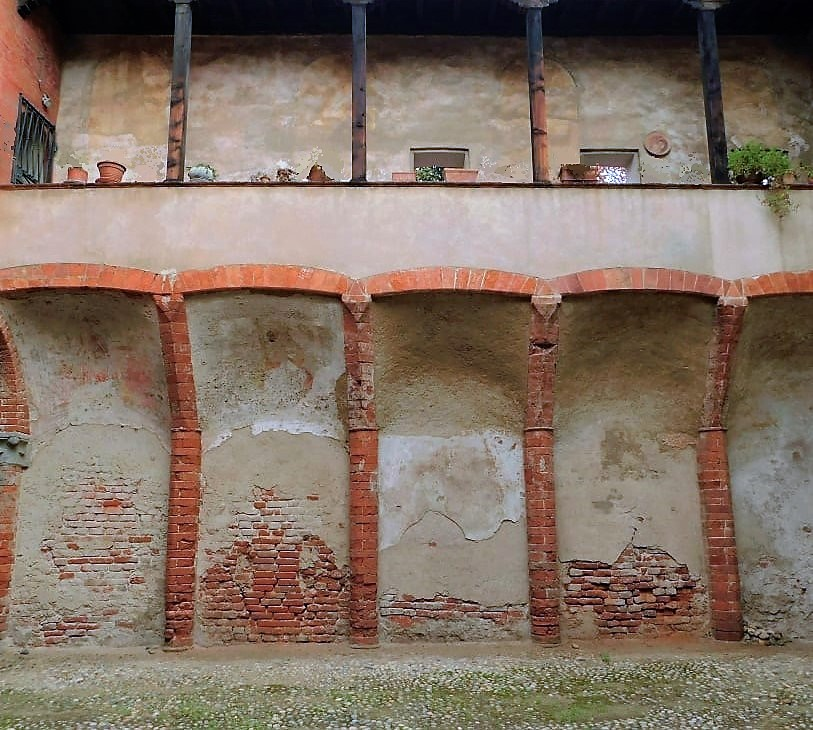
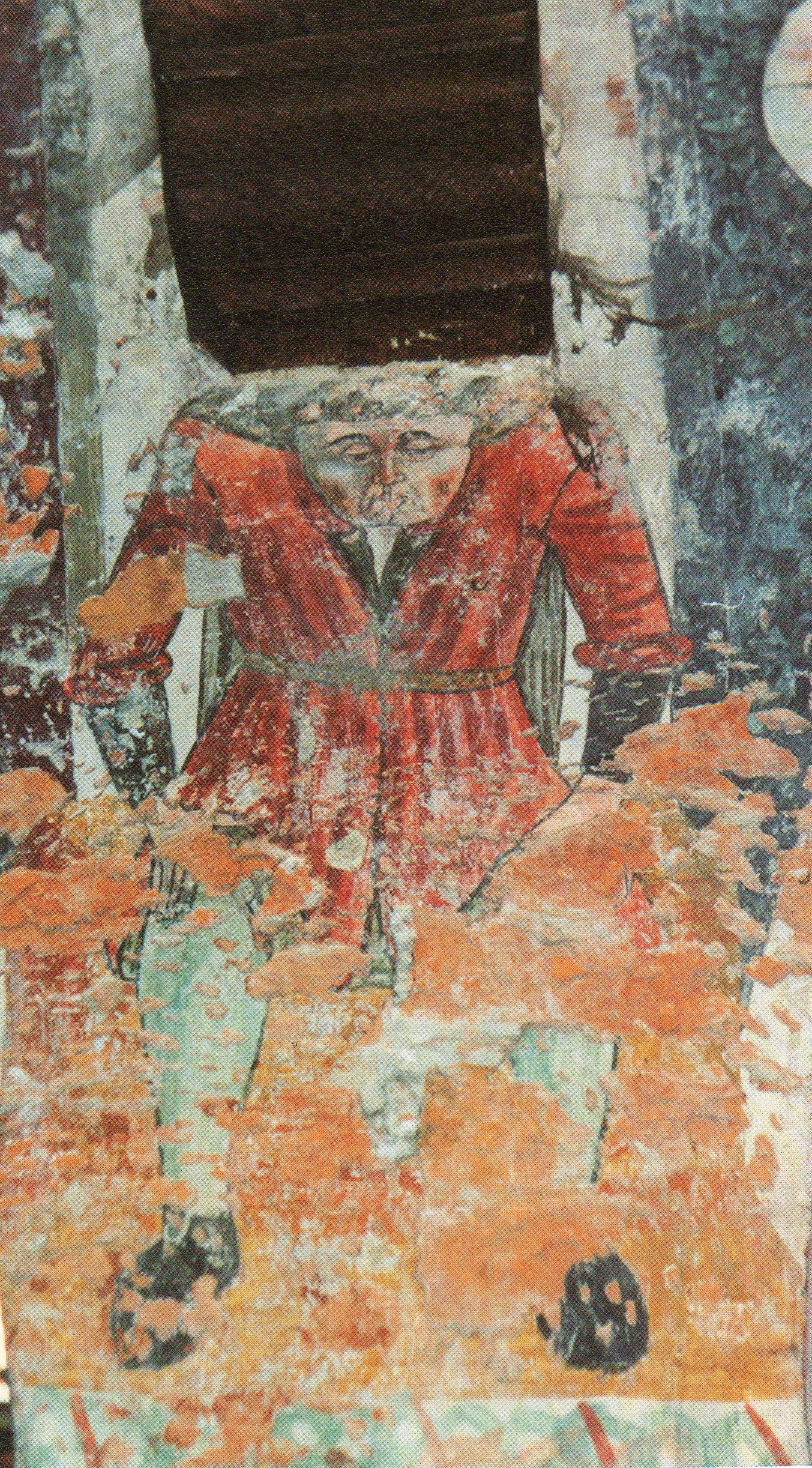
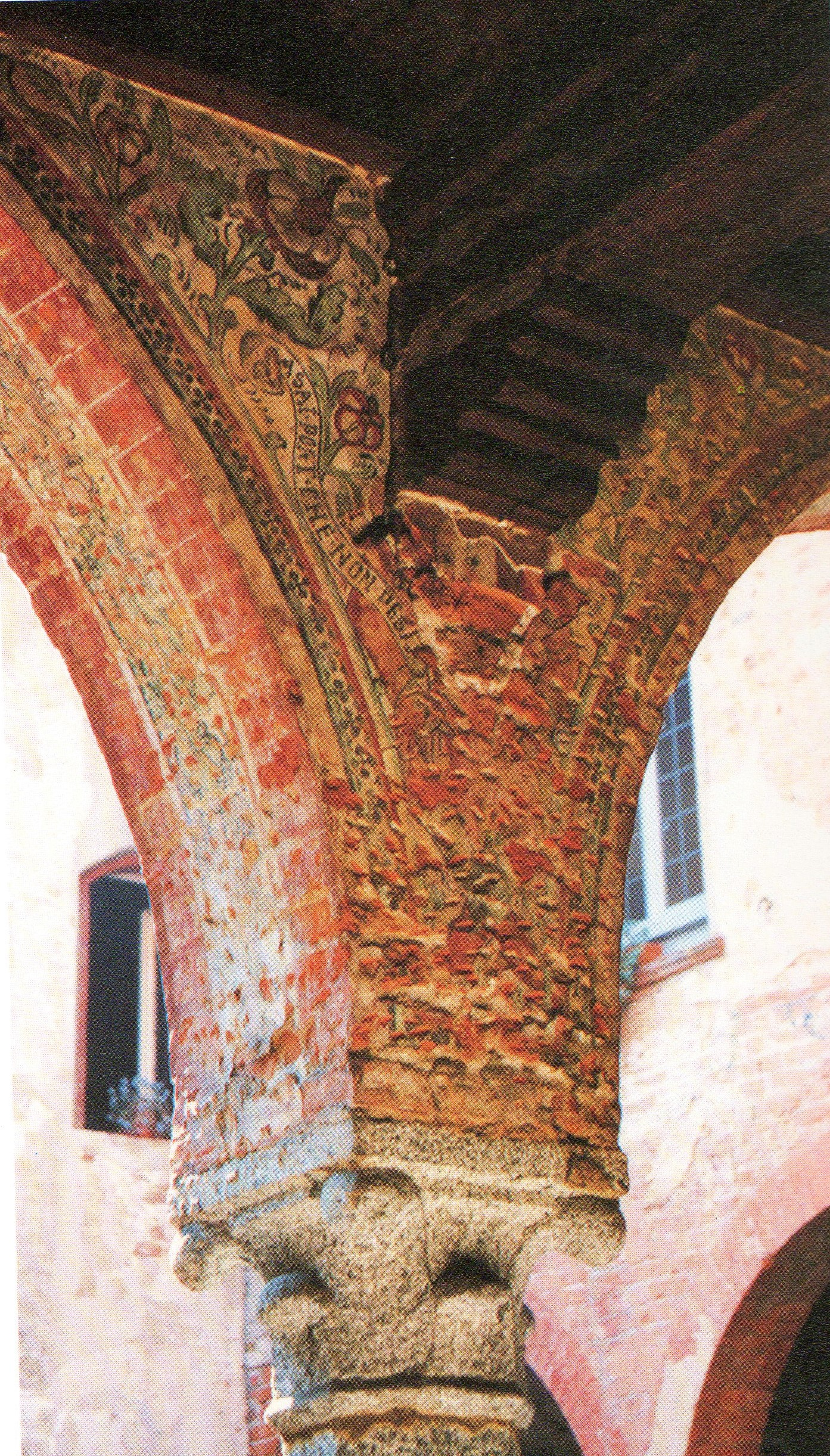